# Това е развлечение!
„Това е развлечение!“ (на английски: That's Entertainment!) е американски компилационен филм от 1974 г., издаден от „Метро-Голдуин-Майер“, за да отбележи 50-годишния юбилей на студиото. Успехът на ретроспективния филм е последван от продължение през 1976 г., свързаният филм That's Dancing през 1985 г. и трети филм през 1994 г.
Компилиран от сценариста и режисьор Джак Хейли-младши (синът на Джак Хейли) под ръководството на изпълнителния продуцент Даниел Мелник, филмът обръща прожектора за наследството на музикалните филми, създадени от MGM от 20-те до 50-те години на XX век, който пази дузина изпълнения за филмите, създадени от студиото, и включва архивни кадри от Джуди Гарланд, Елинор Пауъл, Лена Хорн, Естър Уилямс, Ан Милър, Катрин Грейсън, Хауърд Кийл, Джанет Макдоналд, Сид Чарис, Джун Алисън, Кларк Гейбъл, Марио Ланца, Уилям Уорфийлд и много други.
Заглавието на филма произлиза от химна That's Entertainment! от Артър Шварц и Хауърд Дийц, който е включен в музикалния филм „Ритъмът на Бродуей“ през 1953 г.
Премиерата на филма се състои в Loew's Beverly Theater, Бевърли Хилс на 17 май 1974 г.